# Ses Salines de Formentera
Ses Salines de Formentera són una explotació salinera històrica que forma part del Parc natural de ses Salines conjuntament amb les salines d'Eivissa. Estan situades en diferents sectors al voltant de l'Estany Pudent, al nord de Formentera.

## Història
Les salines probablement ja eren explotades en l'antiguitat. La primera referència documental és en les previsions de repartiment abans de la conquesta catalana de 1235. En la carta d'infeudació de l'illa de Formentera atorgada per Guillem de Montgrí a Berenguer Renard el 19 d'agost de 1246, es concedeix el dret als pobladors d'extraure la sal però no de vendre-la sense una llicència. Tradicionalment, a l'edat mitjana les salines estaven regides per la Universitat d'Eivissa que en realitzava l'explotació a canvi d'una sèrie de rendes a la Corona.
El 1715 les Salines de Formentera, juntament amb les d'Eivissa, passaren a ser propietat de l'Estat. L'any 1797, el fuster Antoni Roselló propicià que les rodes que mouen les aigües dels estanys es perfeccionassin. La seua idea, encara que també incloïa les instal·lacions salineres eivissenques, va ser aplicada principalment a Formentera.
A l'inici del segle xix, l'estany de les Salines de Formentera tenia 1.812 x 375 vares de llarg i aleshores estava dividit en quatre estanys anomenats: Sant Lluís, Mules, Divisió i Barquetes. Un altre estany estava allunyat una llegua del de Sant Lluís i se l'anomenava estanyol de la Savina. Es considerava massa distant de les Salines i encara més del carregador. Segons l'arxiduc Lluís Salvador, el 1871 les salines foren venudes per l'Estat espanyol a una empresa privada i el 1885 tot feia preveure que les salines
desapareixerien, però l'Estat es decidí a revendre-les passant l'explotació a una companyia privada.
A més dels estanys, les salines tenen dues cases, sa Revista i es Carregador de la sal, i unes cent quaranta-quatre hectàrees de bosc i arenals. La part més important, anomenada ses Salines, d'unes vint-i-quatre hectàrees fou venuda a Joan Baptista Muntaner (1871) i ell la va vendre dos anys després a Antoni Marroig Bonet, propietari que havia promogut el cultiu de vinyes a Formentera, pel mateix preu que n'havia pagat, vuitanta mil quatre-centes una pessetes.
Les salines d'en Marroig es dividien en quatre estanys petits que rebien els noms de Principal, de ses Mules, Divisió de ses Barquetes, ses Barquetes i Sant Lluís. Les obres de millora que s'hi anaren fent aconseguiren l'explotació de vuit estanys naturals i sis d'artificials. D'aquesta manera les salines anaven prenent a poc a poc una importància considerable.
La sal se solia collir entre el mes de juliol i la caiguda de l'estiu, i s'empraven dues màquines de vapor. Els treballadors se servien de càvecs i pales de fusta, llargues i especials. La sal era transportada per via fèrria mitjançant animals dels treballadors o de la companyia.
La dècada del 1950 es construïren elements rellevants com la torre de moldre la sal, alhora que el sistema de vagonetes estirades per locomotores s'imposà des dels temps de l'enginyer Eugeni Molina, i fins al començament de la dècada del 1970. Cal suposar que les vagonetes i locomotores aparegueren en escena a principi de la dècada del 1980.
Les salines de Formentera, per raons econòmiques, aturaren la extracció de sals en el 1984 i la reprengueren de nou en l'any 2008 produint, entre d'altres, la sal líquida de Formentera. A començament dels anys 1990 va ser demolida la part més septentrional del gran mur plataforma anomenat es Guafe.

## Descripció
Les salines de Formentera, al llarg de la seua història han sofert nombroses transformacions. Res se'n sap de les seues fases antigues, com la púnica i la romana o la musulmana, a causa de les mutacions posteriors. El que hom pot avui observar correspon bàsicament a l'etapa compresa entre els segles xviii i xx.
Cal distingir a les salines de Formentera dos sectors d'estanys. Un d'ells de molt menor superfície se situa just al sud-sud-est del port de la Savina i eren les anomenades Salines Ferrer. L'altre sector saliner, molt més ampli, està configurat per una franja allargada, amb un eix principal de projecció nord-nord-oest a sud-sud-est que, per tramuntana, comença pràcticament vora el molí d'en Marroig i acaba a la costa nord-est de s'estany Pudent.

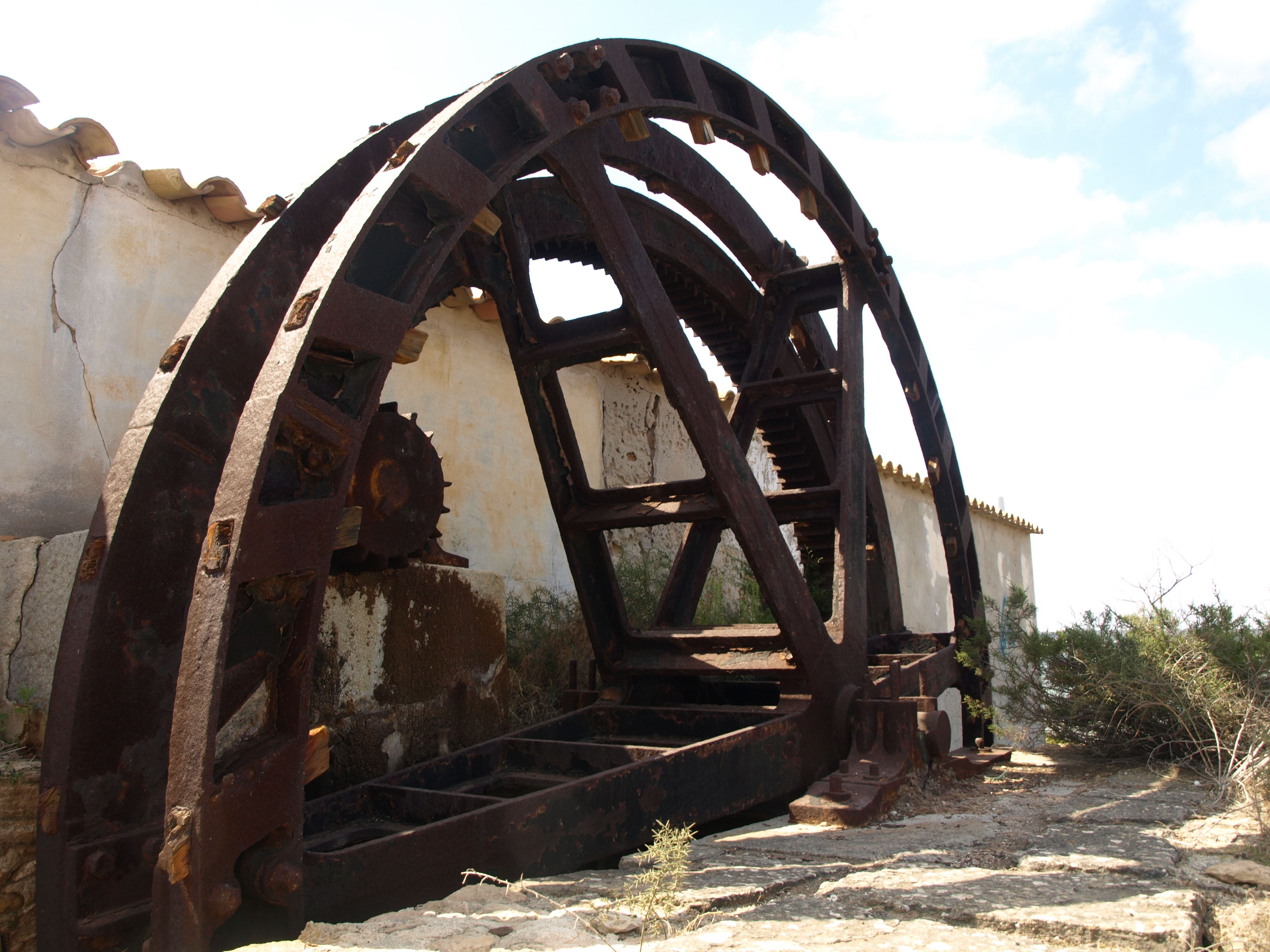
Sénia de la màquina d'en Palla

L'aigua del mar entrava a s'estany Pudent mitjançant el canal de comunicació, conegut com sa Séquia, element necessari per a la salubritat que va ser sufragat pel darrer bisbe d'Eivissa, Basilio Carrasco, el segle xix. Al voltant de la costa de l'estany s'havia construït un mur de
circumval·lació a dins la mateixa aigua, per tal de poder fer donar la volta a la que entraria als estanys saliners, augmentant així la seua graduació. El corrent d'aigua era activat per l'anomenada màquina d'en Palla. Es tracta d'un sistema mecànic que se situa vora la costa nord-nord-est de s'estany Pudent a pocs metres al sud-est del punt conegut com a s'església Vella. Aquest sistema, al llarg de bona part dels anys del segle xx sofrí diferents
transformacions tendents a la seua modernització tècnica, per tal de millorar la rotació d'una gran roda de ferro amb pales per al transvasament de l'aigua. En un principi emprava un motor de gas pobre, que posteriorment va ser substituït per una màquina semidièsel alemanya de la marca Deutz i finalment per una dièsel més moderna. Malgrat això, existeix una estructura, a escassa distància a llevant de la màquina d'en Palla, que sens dubte era l'element mecànic precedent en el sistema de moviment de l'aigua.
Se'n conserva la torre, petita i lleugerament cònica, feta amb peces de marès local i morter de calç. Els seus elements mecànics han desaparegut i en queden només tronxos de savina enfilant-se pel seu parament interior a manera de rudimentària escala. Es tracta del molí d'en Ferrer, que se sap construït la darreria del segle xix.
Existien també les sénies per a pujar l'aigua d'un estany més baix, a un altre més alt. D'aquestes, se'n conserven tres, dues d'elles a les salines d'en Ferrer i una a les salines d'en Marroig. Totes són idèntiques i es basen en una plataforma, de planta circular i elevada
per sobre del nivell dels estanys, on la rotació d'un animal activava una roda amb cadufos, sistema per tant idèntic al de les sénies d'extracció d'aigua amb finalitat agrícola tradicional. El segle xx, tot i conservar-se les plataformes, els animals i enginys
esmentats foren substituïts per bombes modernes amb motors dièsel.
Una curiosa estructura de pedra amb ciment, de planta quadrada i coberta per un sostre de doble vessant, parteix del mateix nivell de sòl i és molt arestat i sòlid. Té dues portes contraposades que dibuixen una ziga-zaga. Aquesta construcció, que clarament defineix un sistema de defensa antiaeri, en realitat no constitueix sinó la protecció d'un dipòsit construït pel III Reich per al combustible d'hidroavions que amaraven a l'estany Pudent. Al seu interior roman encara un gran dipòsit metàl·lic de forma cilíndrica i amb alguns dels seus tubs, que també són metàl·lics.
On es concentren més elements constructius i d'enginyeria, relacionats amb la indústria
salinera de Formentera, és entre el port de la Savina i el punt, més a llevant, on s'ubica la Séquia. Sa Séquia és un canal amb paredació lateral, rectilini i de projecció nord-oest-sud-est, que comunica s'estany de Pudent amb la mar. Prop del seu extrem existeix un pont de pedra, en part de marès i en part calcària, amb morter de calç. Té ressalts a la base i està rematat amb un arc de mig punt. En realitat, aquest pont va ser construït per al pas de la via fèrria que conduïa dels estanys cristal·litzadors de les salines d'en Marroig fins a la torre de molta i es Guafe. Just a la dreta de la desembocadura de sa Séquia, per tant a la mateixa vora del mar, existeix un viver de peix tallat a la roca maresa base. Té forma quadrada amb dos canals de comunicació per a l'aigua, contraposats als cantons nord-est i sud-oest, un dels quals connecta amb la mateixa séquia.
En el tram de ponent de sa Guia (la via fèrria), que és més pròxim al port de la Savina, va ser construït un gran mur plataforma, de més de tres metres d'ample i d'una alçària creixent en direcció oest, per tal de salvar el desnivell natural. En el seu extrem, el trajecte abans recte dibuixava un angle per configurar el que s'anomenava es Guafe (probablement de l'anglès warf) on s'efectuaven les operacions de càrrega en barcasses i altres vaixells per al transport de sal.